# Zweigpostamt
Die Zweigpostämter waren dem Kunden gegenüber vollwertige Postämter, jedoch ohne eigene Verwaltung. Sie galten als Zweigstellen des Abrechnungspostamts und wurden ähnlich der Postagenturen vom Abrechnungspostamt verwaltet. Später wurden auch kleinere Postämter auf dem Lande einem solchen Abrechnungspostamt in einem benachbarten Ort übertragen.
Zweigpostämter waren Amtsstellen, die je nach dem Dienstumfang zwischen Zweigpostämtern K, L und M unterschieden wurden. Die Zweigpostämtern K und L waren einem Hauptamt, die Zweigpostämter M im Allgemeinen einem Abrechnungspostamt, die Zweigpostämter M eines Landpostgebiets aber einem Leitpostamt unterstellt. Die Vorsteher der Zweigpostämter K und L waren Berufsbeamte, die Leiter der Zweigpostämter M Angestellte mit der Amtsbezeichnung Zweigpostamtsvorsteher. Die Dienstabwicklung und Kassenführung der Zweigpostämter M regelte sich nach der „Dienstanweisung (DA) für ZwPÄ M und PST.I“.